# Wiesław Mincer
Wiesław Mincer (ur. 2 marca 1925 w Wilnie, zm. 5 lutego 2019 w Toruniu) – polski żołnierz konspiracji niepodległościowej w czasie II wojny światowej, historyk filozofii i bibliotekoznawca, działacz ewangelicko-reformowany.

## Życiorys

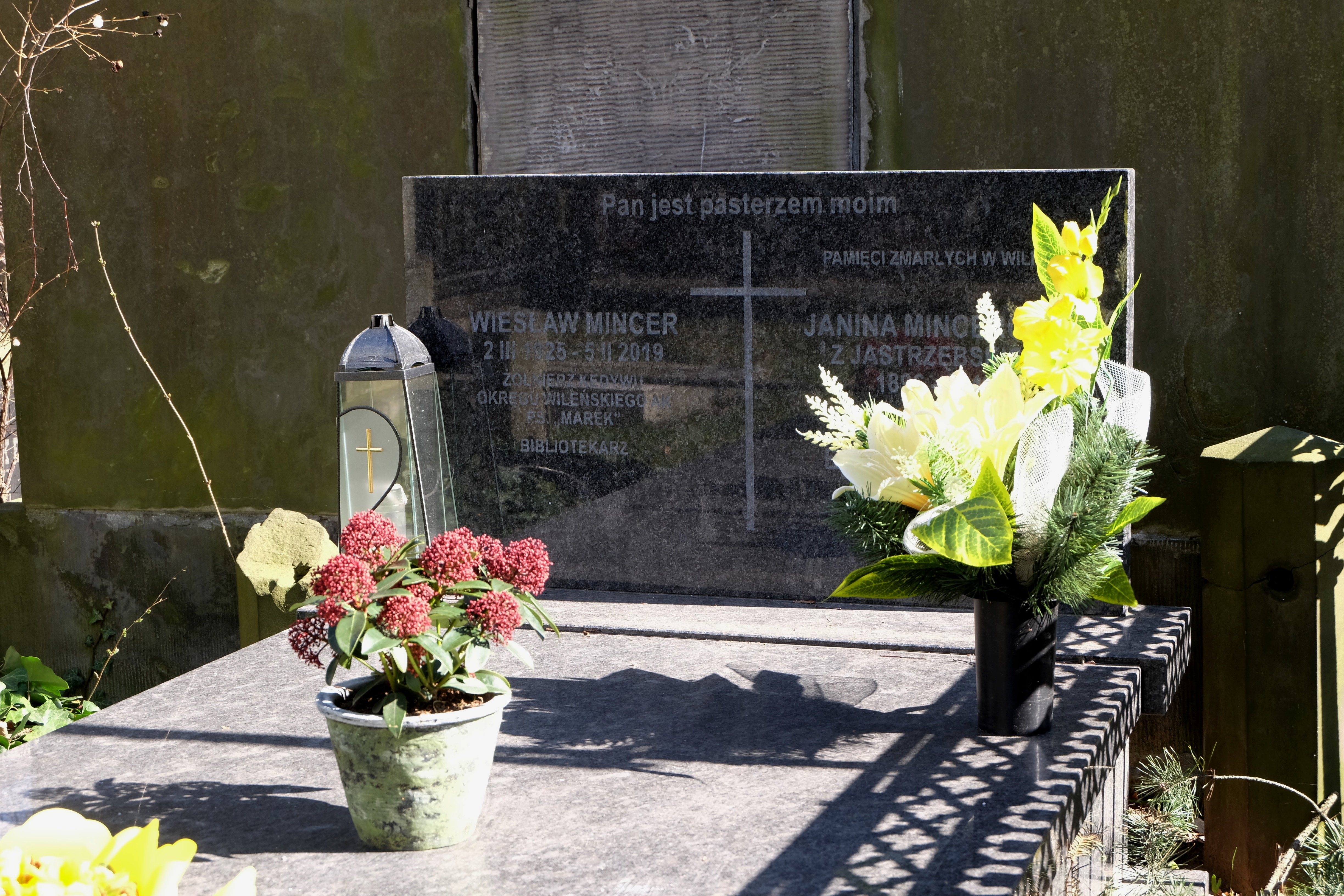
Grób Wiesława Mincera na cmentarzu ewangelicko-reformowanym przy ul. Żytniej w Warszawie

Pochodził z rodzinny ewangelicko-reformowanej. Jego ojciec Edward był nauczycielem i urzędnikiem szkolnym, zaś matka Janina z domu Jastrzębska była adwokatem. Jego dziadkiem od strony matki był superintendent Jednoty Wileńskiej Michał Jastrzębski. Przed wybuchem II wojny światowej uczęszczał do Państwowego Gimnazjum im. Króla Zygmunta Augusta w Wilnie. Podczas okupacji kontynuował naukę w ramach tzw. tajnych kompletów (w 1943 uzyskał maturę), a także związał się z podziemiem niepodległościowym zostając członkiem oddziału Sergiusza Kościałkowskiego ps. „Fakir” – Kierownictwa Dywersji Armii Krajowej na Wileńszczyźnie. 
W 1945 wraz z innymi repatriantami dotarł do Torunia, gdzie podjął studia na Uniwersytecie Mikołaja Kopernika. Studiował także na Uniwersytecie Łódzkim. Od 1949 mieszkał na stałe w Toruniu, gdzie początkowo pracował w Książnicy Miejskiej im. Mikołaja Kopernika, zaś od połowy 1950 w Bibliotece Uniwersyteckiej UMK, gdzie między innymi zorganizował Oddział Informacji Naukowej BU UMK, którego był wieloletnim kierownikiem, a także utworzył Pracownię Historii Fizyki (później przekształcona w Pracownię Historii Nauki). Był autorem opracowań bibliograficznych, w tym prac z zakresu bibliografii filozoficznej. Pracował przy tworzeniu anglojęzycznego czasopisma „Theoria et Historia Scientiarum”, należał również do Komitetu Redakcyjnego „Słownika pracowników książki polskiej” oraz redakcji czterotomowej bibliografii stosunków polsko-niemieckich – „Deutsch-polnische Beziehungen in Geschichte und Gegenwart. Bibliographie 1900-1998” (Wiesbaden, 2000). W dorobku naukowym miał także bibliografię adnotowaną pt. „Jan Kalwin w Polsce”. Wiesław Mincer pracował także w Komisji Dokumentacji, Informacji i Wydawnictw – Kościoła Ewangelicko-Reformowanego w RP, a także doradzał Bibliotece Synodu Kościoła. 
Zmarł 5 lutego 2019 w Toruniu i został pochowany na cmentarzu-ewangelicko-reformowanym w Warszawie (kwatera C-3-7).